# São Vicente de Fora
São Vicente de Fora ist eine ehemalige Gemeinde (Freguesia) im portugiesischen Kreis Lissabon. Seit 2013 ist sie Teil der Freguesia Såo Vicente.

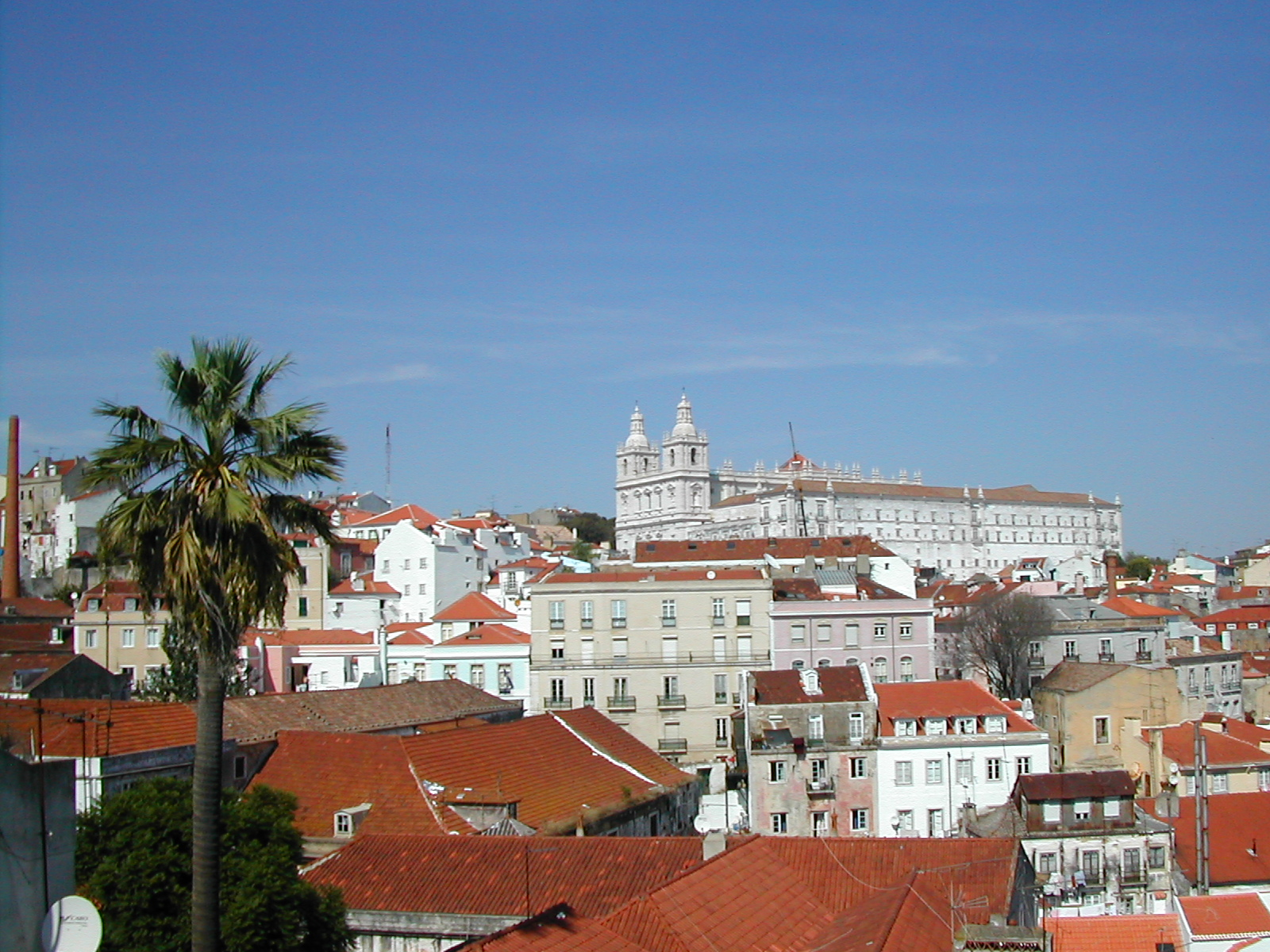
Kloster São Vicente de Fora im Hintergrund

 In ihr leben 3569 Einwohner (Stand 30. Juni 2011).